# بلنداسکله

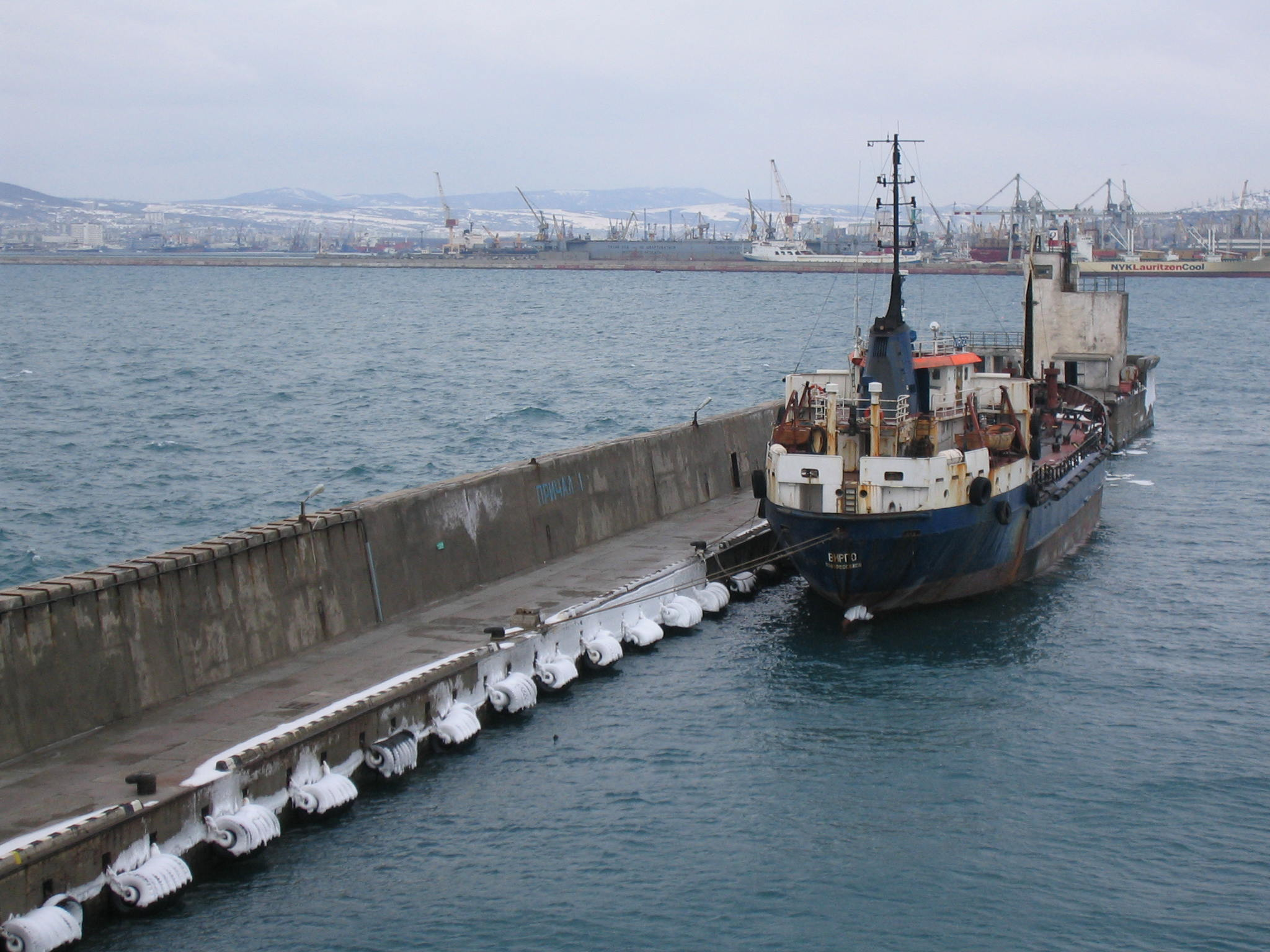
بلنداسکله

سازه‌ای پیش رفته در دریا که برای پهلوگیری کشتی‌ها و همچنین حفاظت بندر از صدمات ناشی از امواج ساخته می‌شود، بُلنداِسکله (به انگلیسی: jetty) گفته می‌شود.
بلنداسکله‌ها را بنا به کارکرد آن، گاه به صورت سازه چوبی زیرباز می‌سازند و گاه از اجسام سفت مانند بتن و خاک و غیره. اگر بلنداسکله از جنس سفت باشد و کارکردش گرفتن امواج، و ابعاد آن بزرگ باشد آن را موج‌شکن می‌نامند.